# 콜트 카 컴퍼니
콜트 카 컴퍼니(영어: Colt Car Company) 또는 미쓰비시 모터스 UK(영어: Mitsubishi Motors UK)는 1974년 영국에서 승용차와 경상용차를 수입하고 유통하는 목적으로 미쓰비시 자동차공업의 글로벌 확장 프로그램의 일환으로 설립된 민간 기업이었다.영국 시장의 미쓰비시는 창립 후 10년 동안 "콜트"라는 상표로 판매되다가, 이후 미쓰비시로 상표를 변경하면서 전 세계 시장과 동등한 수준으로 발전했다.
2008년까지는 콜트 오토모티브와 미쓰비시 자동차공업 간의 51/49 합작 투자였다.딜러 도매 재고를 전문으로 하는 스피탈게이트 딜러 서비스, 소매 금융 회사인 쇼군 파이넨스, 소매 운영 회사인 쇼군 리테일의 3개 자회사가 있었다.